# Chiang K'ui (cráter)
Chiang K'ui es un cráter de impacto de 41 km de diámetro del planeta Mercurio. Debe su nombre al poeta chino  Jiang Kui (siglo XII), y su nombre fue aprobado por la  Unión Astronómica Internacional en 1976.